# Albert Meyer (Jurist)
Albert Meyer (* 2. August 1947 in Berlin) ist ein deutscher Jurist und ehemaliger Vorsitzender der Jüdischen Gemeinde zu Berlin.

## Leben
Albert Meyer besuchte das Institut auf dem Rosenberg in St. Gallen / Schweiz und Haberdashers' Aske's School London Elstree GB. Er besuchte die Universitäten in Wosley Hall Oxford (Mathematik) und studierte Jura an der FU Berlin und Göttingen. Seine Referendarzeit absolvierte er in NRW und Israel. 1983 wurde er zum Rechtsanwalt in Berlin zugelassen und 1993 zum Notar bestellt. 2017 wurde er zum Notar a. D. ernannt. Er ist Master of European and International Business Law (M.B.L.-HSG) der Hochschule St. Gallen und hat über das Thema Schutz gegen Diskriminierung – Pflicht zur Gleichbehandlung im Privatrecht promoviert.
Meyer wurde im Januar 2004 mit der Liste „KADIMA-Vorwärts“, welche bei den Wahlen zur Repräsentantenversammlung der Jüdischen Gemeinde zu Berlin 90 % der Stimmen errang, zum Vorsitzenden der Gemeinde gewählt. Im November 2005 legte er das Amt nieder. Zwischen 2004 und 2008 war er Mitglied des Präsidiums des Zentralrates der Juden in Deutschland.